# Ракитский, Валерий Николаевич
Вале́рий Никола́евич Раки́тский (род. 15 мая 1950 года, Владимир, СССР) — советский и российский учёный, специалист в области гигиены, токсикологии пестицидов и химической безопасности, академик РАМН (2004), академик РАН (2013).

## Биография
Родился 15 мая 1950 года во Владимире.
В 1973 году — окончил Киевский медицинский институт имени А. А. Богомольца.
С 1973 по 1993 годы — работал в НИИ гигиены и токсикологии пестицидов, полимерных и пластических масс (Киев), где прошел путь от аспиранта до руководителя лаборатории токсиколого-гигиенического скрининга новых пестицидов.
В 1978 году — защитил кандидатскую, а в 1989 году — докторскую диссертацию.
С 1993 по настоящее время — заведующий лабораторией токсикологии и комплексной гигиенической регламентации пестицидов (1993—2000), директор Института гигиены, токсикологии пестицидов и химической безопасности, заместитель директора по научной работе (2000—2013). С 2013 года — исполняющий обязанности директора Федерального научного центра гигиены имени Ф. Ф. Эрисмана, в который в ходе реорганизации вошел Институт гигиены, токсикологии пестицидов и химической безопасности.
В 1997 году — избран членом-корреспондентом РАМН.
В 2004 году — избран академиком РАМН.
В 2013 году — стал академиком РАН (в рамках присоединения РАМН и РАСХН к РАН).

## Научная деятельность
Специалист в области гигиены, токсикологии пестицидов и химической безопасности.
Ведет исследования в области разработки фундаментальных основ отечественной гигиены, токсикологии и химической безопасности; изучения характера и механизмов комбинированного действия химических веществ, закономерностей миграции и циркуляции ксенобиотиков различной химической структуры в среде обитания.
Внес большой вклад в теорию гигиенического нормирования ксенобиотиков, включая гармонизацию гигиенических нормативов с международными стандартами с сохранением отечественных приоритетов (принцип комплексного гигиенического нормирования); в научное обоснование концепции оценки потенциальной и реальной опасности (риска) ксенобиотиков для человека, разработку гигиенической классификации пестицидов по степени опасности.
Под его руководством подготовлено 10 докторов и 24 кандидата наук.
Автор более 490 научных трудов, 13 книг, 4 учебников, 10 изобретений и патентов, более 70 методических и нормативных документов, 10 монографий.

### Научно-организационная деятельность
- член редколлегии журнала «Токсикологический вестник»;
- председатель правления Всероссийской общественной организации токсикологов
- член правления Общества гигиенистов и санитарных врачей
- председатель Проблемной комиссии РАН по профилактической токсикологии
- заместитель председателя Комиссии по государственному санитарно-эпидемиологическому нормированию при Роспотребнадзоре
- член рабочей группы «Санитарные меры» при Евразийской экономической комиссии
- заместитель председателя Комиссии по проблемам гигиены и токсикологии пестицидов и агрохимикатов Роспотребнадзора
- член Межведомственного научного Совета РАН и Всероссийской службы медицины катастроф
- член Межведомственной комиссии по вопросам безопасного обращения с пестицидами и агрохимикатами при Министерстве сельского хозяйства РФ.

## Награды
- Заслуженный деятель науки Российской Федерации (2002)[3]